# Trusov
Trusov je priimek več oseb:
- Nikolaj Mihailovič Trusov, sovjetski general
- Nikolaj Vasiljevič Trusov, ruski kolesar
- Pjotr Valentinovič Trusov, ruski fizik